# Boane (distrito)
O distrito de Boane está situado na província de Maputo, em Moçambique. A sua sede é a vila de Boane.
Faz fronteira, a norte com o distrito de Moamba, a oeste e sudoeste com o distrito de Namaacha, a sul e sudeste com o distrito de Matutuíne e a leste com o município da Matola.
O distrito de Boane tem uma superfície de 820  km² e uma população recenseada em 2007 de 102 457 habitantes, o que corresponde a uma densidade populacional de 124,9 habitantes/km² e corresponde a um aumento de 80,7% em relação aos 56 703 habitantes registados no censo de 1997.

## História
O nome da região terá a sua origem num habitante local de nome Mboene, que os portugueses alteraram para Boane. O território do distrito fazia parte da chefatura Matola até finais do Século XIX, ficando depois ligado administrativamente à Matola. Quando em 1955 foi estabelecido o Concelho da Matola, foi também criado o Posto Administrativo de Boane como uma das suas subdivisões. O posto administrativo foi elevado à categoria de distrito em 1976, depois da independência nacional..

## Divisão Administrativa
O distrito está dividido em dois postos administrativos, Boane e Matola-Rio, compostos pelas seguintes localidades:
- Posto Administrativo de Boane:
  - Vila de Boane
  - Eduardo Mondlane
  - Gueguegue
- Posto Administrativo de Matola-Rio:
  - Vila de Matola-Rio

O distrito contém ainda dois municípios: a vila de Boane foi elevada a município em Maio de 2013, e a vila de Matola-Rio foi-o em Dezembro de 2022

## Economia
O distrito de Boane é predominantemente agrícola, nele se encontrando localizada a Estação Agrária de Umbelúzi, uma unidade do Instituto de Investigação Agrária de Moçambique, fundada em 1909.
 Contudo, recentemente foi instalada uma fundição de alumínio na área de Beluluane, posto administrativo de Matola-Rio, e foi criado, na área adjacente, um parque industrial.